# Favella (malavita)
La favella (o bella favella), nel gergo della criminalità 'ndranghetista e sacrista italiana, è una filastrocca che ogni aspirante malavitoso deve recitare a memoria innanzi al proprio padrino durante il rituale di affiliazione o battesimo.